# Aeroporto Internazionale di Siem Reap-Angkor
L'Aeroporto Internazionale di Siem Reap-Angkor (IATA: REP, ICAO: VDSR), noto anche come Aeroporto Internazionale di Angkor (in khmer អាកាសយានដ្ឋានអន្តរជាតិសៀមរាបអង្គរ, in francese Aéroport International de Siem Reap) è stato il primo aeroporto che ha servito Siem Reap, in Cambogia. Era il più trafficato dello Stato, con 3.926.000 passeggeri nel 2019. Si trovava a Siem Reap, nei pressi del sito archeologico di Angkor Wat.
L'aeroporto è stato chiuso il 16 ottobre 2023 in concomitanza con l'apertura del nuovo aeroporto internazionale di Siem Reap-Angkor.

## Statistiche
Questo grafico non è disponibile a causa di un problema tecnico.
Si prega di non rimuoverlo.
Vedi la query Wikidata di origine.